# Macapta niveigutta
Macapta niveigutta är en fjärilsart som beskrevs av William Schaus 1904. Macapta niveigutta ingår i släktet Macapta och familjen nattflyn. Inga underarter finns listade i Catalogue of Life.